# 變種人
在漫威漫畫出版的美國漫畫書中，變種人（英語：Mutant）是指具有被稱為「X基因」基因特徵的生物（通常是人類），它令變種人自然地發展出超人的力量和能力。

## 其他媒體
- X戰警電影系列
  - 《X戰警》（2000年）
  - 《X戰警2》（2003年）
  - 《X戰警：最後戰役》（2006年）
  - 《X戰警：金鋼狼》（2009年）
  - 《X戰警：第一戰》（2011年）
  - 《金鋼狼：武士之戰》（2013年）
  - 《X戰警：未來昔日》（2014年）
  - 《惡棍英雄：死侍》（2016年）
  - 《X戰警：天啟》（2016年）
  - （2017年）
  - 《死侍2》（2018年）
  - 《X戰警：黑鳳凰》（2019年）
  - （2020年）

- 漫威電影宇宙
  - 《驚奇少女》（2022年）
  - 《奇異博士2：失控多重宇宙》（2022年）
  - 《黑豹2：瓦干達萬歲》（2022年）
  - 《律師女浩克》（2022年）
  - 《驚奇隊長2》（2023年）
  - 《死侍與金鋼狼》（2024年）
  - 《復仇者聯盟：末日之戰》（2026年）

- 索尼影業蜘蛛人宇宙
  - 《猛毒2：血蜘蛛》（2021年）